# اندری، ریو دو ژانیرو
اندری، ریو دو ژانیرو (به پرتغالی: Andaraí, Rio de Janeiro) یک منطقهٔ مسکونی در برزیل است که در ایالت ریو د ژانیرو واقع شده‌است.